# Yên Lợi
Yên Lợi là một xã cũ thuộc huyện Ý Yên, tỉnh Nam Định, Việt Nam.
Xã có diện tích 7,36 km², dân số năm 1999 là 7.724 người, mật độ dân số đạt 1049 người/km².
Xã gồm các thôn: Phương Nhi, Nam Sơn, Long Chương, Thịnh Đại, Đồng Thanh, Thanh Thịnh, Đồng Quan, Bình Điền
Phía bắc giáp xã an lão.
Phía tây giáp xã yên tân.
Phía đông giáp xã yên minh.
Phía nam giáp xã yên bình.

## Di tích - Danh thắng
- Mộ Nguyễn Khuyến nằm trên núi Phương Nhi, bảo tháp Chương Sơn và chùa Phi Lai Tự ngàn năm tuổi.[3].